# 造兵廠
造兵廠（ぞうへいしょう、Arsenal/Armory）は、武器・弾薬などの設計・製造・修理などを行い、その蓄積のために使われる軍隊直属の兵器など精密工学の生産に用いる工場および機関のこと。
海外においては、M1ガーランド自動小銃を開発・製造したアメリカのスプリングフィールド造兵廠が有名。
日本陸軍における造兵廠の前身は、明治12年10月に設置された砲兵工廠で、本廠である東京砲兵工廠と、支廠である大阪砲兵工廠の2つが在った。これらは、大正12年3月29日に陸軍造兵廠に改編され、昭和15年4月に従来の陸軍兵器廠と統合された。新たな造兵廠は、この兵器廠の下に支廠として置かれることとなり、東京第一・東京第二・相模・名古屋・大阪・仁川・南満の各地に置かれた。内閣総理大臣の黒田清隆、桂太郎、山縣有朋、寺内正毅、田中義一、林銑十郎、阿部信行、東條英機、小磯國昭などの政治家を出した。

日本海軍からは晴山直吉（日本ギア工業創立者）などの実業家や、内閣総理大臣の山本權兵衞、加藤友三郎、斎藤実、岡田啓介、米内光政、鈴木貫太郎などの政治家が誕生した。